# Kanzlerprinzip
Das Kanzlerprinzip ist ein Regierungsgrundsatz in der Bundesrepublik Deutschland.
Das Prinzip wird als Grundlage der sogenannten Kanzlerdemokratie gesehen, also einer Demokratie mit einer dominanten Position des Kanzlers.

## Ausprägungen

### Kabinettsbildung
Eine Ausprägung des Kanzlerprinzips ist das Recht, das Kabinett zu bilden. Ihm steht das Recht zu, die Ernennung und Entlassung von Bundesministern vorzuschlagen. Verfassungsrechtlich hat er gemäß Artikel 64 des Grundgesetzes die formale Entscheidungsgewalt über die Mitgliedschaft im Kabinett. Abgeleitet wird dies zum Teil aus einer höheren demokratischen Legitimation als die der Bundesminister, da der Kanzler direkt vom Bundestag gewählt wird. Diese Stellung wird auch daraus ausgedrückt, dass das Amt der Bundesminister automatisch mit dem Amt des Bundeskanzlers endet.

### Richtlinienkompetenz
Nach Art. 65 S. 1 des Grundgesetzes bestimmt der Bundeskanzler „die Richtlinien der Politik und trägt dafür die Verantwortung“. Die Richtlinienkompetenz ist daher die zweite Ausprägung des Kanzlerprinzips.
Das Kanzlerprinzip kann zu Konflikten innerhalb des Kabinetts führen, wenn der Kanzler eine Einzelfrage zur „Chefsache“ erklärt und der betroffene Ressortminister eine abweichende Meinung zum Thema hat.
Die Richtlinienkompetenz begrenzt das Ressortprinzip.

### Organisationsgewalt
Der Bundeskanzler entscheidet über die Organisation der Bundesregierung. Dies umfasst die Festlegung der Zahl der Ministerien und ihrer Geschäftsbereiche.

### Geschäftsleitungskompetenz/Leitungskompetenz
In einigen Darstellungen wird als Teil des Kanzlerprinzips auch die Geschäftsleitungskompetenz im Rahmen seiner Stellung in der Regierung gesehen, vergleiche dazu auch Art. 65 Satz 4 des Grundgesetzes. Hierzu steht dem Bundeskanzler das Bundeskanzleramt als administrativer Unterbau zur Verfügung. Zur Geschäftsleitungskompetenz gehört auch die Leitung der Kabinettssitzungen. Zusätzlich gebührt dem Kanzler in einem Patt bei Regierungsentscheidungen die entscheidende Stimme.

### Weitere Bestimmungen
Andere Bestimmungen, die dem Bundeskanzler Kompetenzen zurechnen, werden zum Teil auch unter dem Begriff des Kanzlerprinzips zusammengefasst. Dazu gehört, dass gemäß Art. 115b GG die Befehls- und Kommandogewalt im Verteidigungsfall auf den Bundeskanzler übergeht, wie auch die aus Art. 58 Satz 1 GG geschlossene Idee, dass die Gegenzeichnung des Bundeskanzlers die jedes Ministers ersetzen kann. Auch wird Art. 39 Abs. 3 Satz 3 GG hinzugezählt, der dem Bundeskanzler als einzigem Mitglied der Regierung die Möglichkeit gewährt, die Einberufung des Parlaments zu fordern.

## Konkurrierende Regierungsgrundsätze
- Kabinettsprinzip
- Ressortprinzip